# Sant Andreu de la Barca
Sant Andreu de la Barca – gmina w Hiszpanii, w prowincji Barcelona, w Katalonii, o powierzchni 5,67 km². W 2011 roku gmina liczyła 27 306 mieszkańców.